# Jakub Niemojewski
Jakub Niemojewski, hrabě Szeliga (také Niemoyewski, Nyemoyewski), (1532–1584), byl polským evangelickým teologem kalvínské orientace, poslanec Sejmu, polemik, řečník, spisovatel, organizátor protestantismu v Polsku.

## Život a dílo
Niemojewští patřili k tradičním polským šlechtickým rodinám, jeho otec byl právníkem a soudcem v Inowrocławi ve Velkopolsku. Byl mladším bratrem teologa a právníka Jana Niemojewskiho. Ve své době získal kvalitní vzdělání nejdříve na univerzitě Albertina ve východopruském Královci a poté na věhlasném luteránském učení ve Wittenbergu, kde přednášel i Lutherův spolupracovník Philipp Melanchthon. Přesto se později přiklonil k radikálnější protestantské verzi, a to ke kalvinismu. Patřil k hlavním organizátorům evangelické církevní správy a také protestantského školství na Kujawách (území mezi Vislou a Notecí). Niemojewski měl blízko i k českým bratřím, také byl poslancem polského Sejmu v době panování krále Zikmunda Augusta, kdy polskou i celoevropskou ožehavou otázkou bylo hledání formální tolerance mezi jednotlivými religiemi. Patřil k významným poslancům i v době po vymření Jagellonců do konce vlády sedmihradského knížete a polského krále Štěpána Báthoryho.
Byl velmi plodným pisatelem i sněmovním polemikem. Jeho zásluhy jsou jak na poli rozvoje protestantismu v Rzeczpospolitě, tak i v politice (konfederační jednání o unii mezi Polským královstvím a Litevským velkovévodstvím). Typickou ukázkou jeho spisovatelské činnosti je právě práce „Diatribe. Albo Collácya przyjacielska z X. Jesuitámi Poznáńskiemi, o przednieysze roznice wiáry Krześciáńskiey czásu tego“ z roku 1578, která reaguje na vzájemné třenice mezi katolíky (především tehdy velmi dynamickými jezuity, kteří přišli do Polska v roce 1565) a protestanty v Polsku. Významné diskuse vedl s katolickým duchovním, jezuitou, teologem a rektorem akademie ve Vilnu Jakubem Wujkiem. Jeho cílem bylo, aby v Rzeczpospolitě byla v praxi provedena a obecně akceptována rovnost křesťanských konfesí.